# Cintula
Cintula, polgári nevén Keresztes Tibor (Komárom, 1944. december 14. – 2025. július 31.) magyar rádiós műsorvezető, lemezlovas.

## Életútja
A Marx Károly Közgazdaságtudományi Egyetemen tanult. 1964-ben az Eötvös-klubban működő első magyar diszkóklubban, majd 1965-ben a Fővárosi Művelődési Házban az első magyar Magnós Klubban dolgozott. Az ő összekötő szövegei hallhatóak az Illés-együttes Nehéz az út című lemezén. Ő vezette a Magyar Televízió első könnyűzenei műsorát (Tapsifüles), majd az Egymillió fontos hangjegyet, később a Könyvklubot, a Hajóbárt és a Sarokházat. 
Ő alapította meg az Illés-klubot és a Műszaki Egyetem E épületében működő ifjúsági klubot. 
Antal Imrével közösen vezette 1985. október 5-én a Budapest Kongresszusi Központban tartott szépségkirálynő-választást, az 1990-es években a Szerencsekerék című televíziós vetélkedő narrátora volt, 1998-tól dolgozott a Sláger Rádiónál is. 
2010-ben vonult nyugdíjba.

## Filmszerepei
- Ballagás (1980) lemezlovas
- Nyugattól keletre, avagy a média diszkrét bája (1993)